# 让-马里·普法夫
让-马里·普法夫（Jean-Marie Pfaff，1953年12月4日—），比利时退役足球运动员，场上位置守门员。
普法夫1973年起正式效力于KSK贝弗伦，1982年转会拜仁慕尼黑，随队夺取了三次德甲冠军及一次歐冠亞軍，1988年回国效力于利爾斯SK，不久退役。國家隊部分，普法夫1976年开始为比利时国家足球队效力，共出战64场，較大的戰功為1980歐洲盃亞軍和1986世界杯殿軍，另外他在後者的賽事中被評選為賽事最佳守門員。